# Andrew Peters (Eishockeyspieler)
Andrew Peters (* 5. Mai 1980 in St. Catharines, Ontario) ist ein ehemaliger kanadischer Eishockeyspieler auf der Position des linken Flügelstürmers, der während seiner aktiven Karriere unter anderem für die Buffalo Sabres und New Jersey Devils in der National Hockey League gespielt hat.

## Karriere
Peters begann seine Karriere bei den Georgetown Raiders in der Ontario Junior Hockey League und wechselte 1997 zu den Oshawa Generals in die Ontario Hockey League. Ein Jahr später, beim NHL Entry Draft 1998, wurde er von den Buffalo Sabres in der zweiten Runde an 34. Stelle ausgewählt.
Seine letzte Spielzeit als Juniorenspieler verbrachte er bei den Kitchener Rangers, bevor er 2000 zu den Rochester Americans, dem Farmteam der Sabres in der AHL, wechselte. In der zweiten Saison bei den Amerks saß er insgesamt 388 Minuten auf der Strafbank, was einen Ligarekord bedeutete. Für zehn Spiele wurde auch sein Bruder Geoff bei den Amerks eingesetzt, wobei das Brüderpaar gemeinsam ein Tor erzielte (die Vorlage kam von Andrew Peters, das Tor schoss Geoff).
Ab der Saison 2003/04 stand Andrew Peters im NHL-Kader der Sabres und führte diese in der Strafzeitenstatistik an, während er kaum Scorerpunkte erreichte. Die Lockout-Saison 2004/05 verbrachte er in der schwedischen Allsvenskan bei Bodens IK, wo er in 22 Spielen auf 196 Strafminuten kam. Nachdem er die Saison 2009/10 bei den New Jersey Devils verbracht hatte, unterzeichnete Peters im August 2010 einen auf ein Jahr befristeten Vertrag bei den Florida Panthers, wurde aber Anfang Oktober gegen Darcy Hordichuk von den Vancouver Canucks eingetauscht. Die Canucks setzten ihn jedoch nicht in ihrem Farmteam, sondern weiter bei den Rochester Americans ein. Am 11. Februar 2011 erklärte Peters seine Spielerkarriere für beendet.